# Instituto Politécnico e Universidade Estadual da Virgínia

O Instituto Politécnico e Universidade Estadual da Virgínia (em inglês, Virginia Polytechnic Institute and State University), conhecido como Virginia Tech (VT), é uma universidade dos Estados Unidos, localizada em Blacksburg, no estado da Virgínia.
Virginia Tech oferece mais de 280 programas de graduação e pós-graduação para cerca de 34 400 alunos; até 2016, foi a segunda maior universidade pública do estado em matrículas. Está classificada entre as 50 melhores universidades dos Estados Unidos em gastos totais com pesquisa, entre as 25 melhores em ciências da computação e da informação e entre as 10 melhores em engenharia, sendo as duas últimas as mais altas do estado, e gerencia um portfólio de pesquisa de US$ 522 milhões de dólares. Está classificado entre "R1: Universidades de Doutorado – Atividade de pesquisa muito alta".
VT produziu dois laureados com a Bolsa de Estudos Rhodes, dois com a Bolsa Marshall, 38 com a Goldwater Scholars e 131 com o Programa Fulbright. Entre seus ex-alunos estão oito recebedores da Medalha de Honra do Congresso, 97 oficiais comissionados das forças armadas dos Estados Unidos, dois governadores das forças armadas, dois austronautas, incontáveis atletas das ligas profissionais esportivas nos Estados Unidos e um bilionário. Três laureados com o Nobel e um recebedor da Bolsa MacArthur têm um diploma ou serviram como membros do corpo docente na universidade. Até 2015, VT tinha mais de 240 000 ex-alunos vivos em todo o mundo.
As equipes atléticas da universidade são conhecidas como Virginia Tech Hokies e competem na Primeira Divisão da NCAA como membros da Conferência Costa Atlântica.

Vista panorâmica da Virgínia Tech